# Rengas Bandung
Rengas Bandung is een bestuurslaag in het regentschap Muaro Jambi van de provincie Jambi, Indonesië. Rengas Bandung telt 2198 inwoners (volkstelling 2010).